# コケットリー

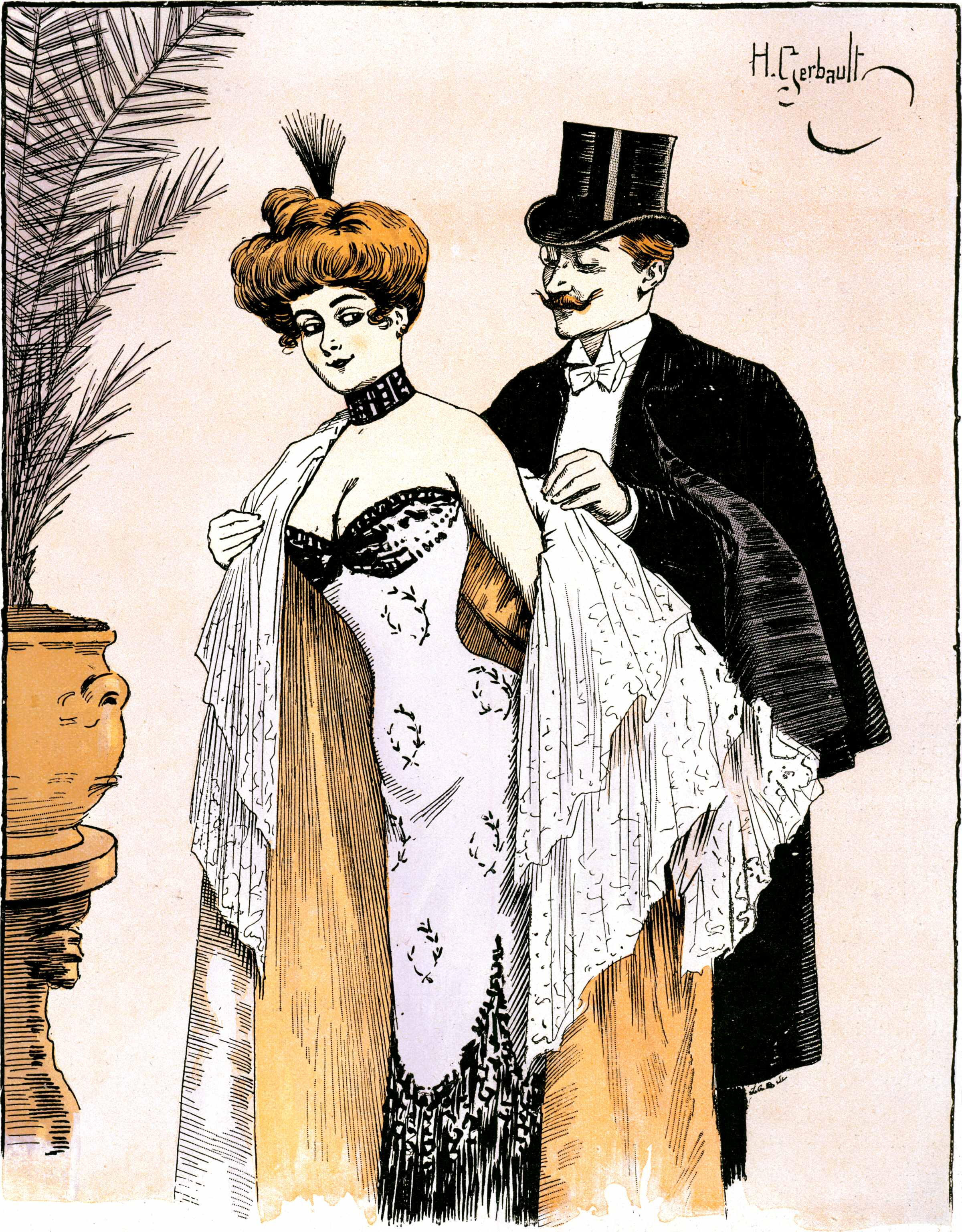
「よろしければ、この美しい肩に野蛮な男のキスはいかがですか？」
「もっとよくみた後なら好きなだけ」
（ヘンリー・ジェルボーのスケッチにつけられたキャプション、1901年）

コケットリー（英語: coquetry、フランス語: coquetterie）またはフラーティング（英語: Flirting）は、女性特有のなまめかしさのこと。フランス語のcoq（オンドリ）に由来する語である。
社会学においては、男女間の権力関係において女性が男性に提示する媚態とされ、ゲオルク・ジンメルにより社会化の形式の一つとして研究され、フランスの社会学者ルネ・ジラールが欲望の理論として定式化した。
ジンメルは「事物の「魅力」は、できそうで、できないもの、手に入りそうで、手に入らぬもの、イエスか、ノウか、まだ決まっていないものの間に発生する」と述べている。コケットな女性は誘惑と拒絶を同時に提示することで、所有と非所有の狭間という浮遊的な心理を与え男性を惹きつける。
魅力的な肉体を持つ女性は、性愛的関係性を求める異性愛の男性に対してエロティシズム的側面においては優位に立っており、男性が彼女の肉体を欲しがれば欲しがるほど、彼女の優位は強まる。しかし、男性が障害の大きさに尻込みして彼女から去ってしまえば、彼女は男性を支配する地位を失ってしまう。彼女は男性に対する優位を保つために、自らを男性の所有に帰さない程度において男性の欲望をそそるような見た目や立ち居振る舞いを磨き、彼女の肉体の価値を男性に誇示しようと工夫をこらすことになる。
コケットリーは、元々女性が戦略的に利用するものであるが、男性が女性にコケットリーを強要したり、女性の意図を超えて勝手に媚態を読み込んで性的行動を求めると、セクシャル・ハラスメントとなる。